# サーチ・ギャラリー

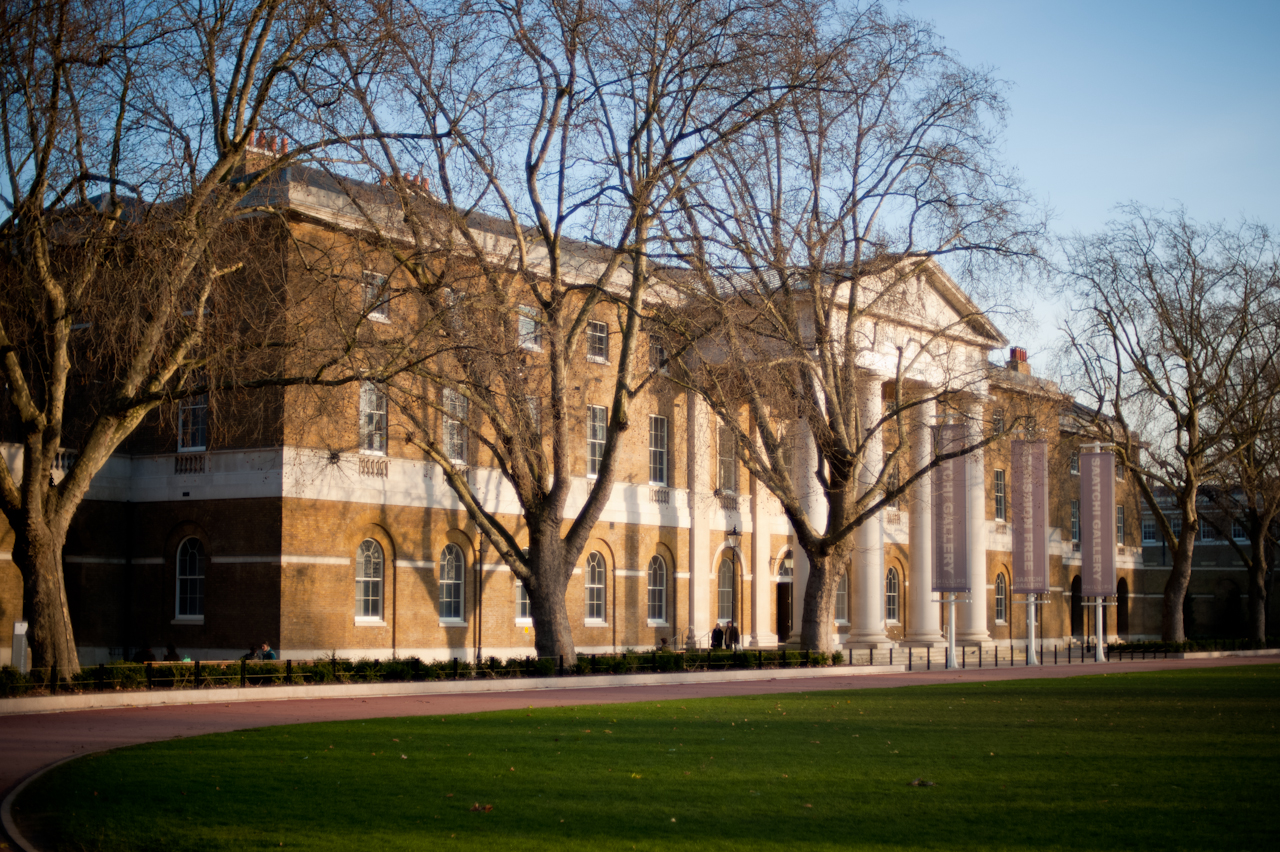
サーチ・ギャラリー（チェルシーの旧陸軍兵舎を再利用した建物）

サーチ・ギャラリー（Saatchi Gallery）は、ロンドンにある現代美術専門の美術館。2003年の春から2005年秋までの間はサウス・バンクにあり、1986年にサッチャー政権下で廃止されたグレーター・ロンドン・カウンシル（大ロンドン市会）が入居していた、古いロンドン市庁舎（カウンティ・ホール）を使用していた。2006年に一時閉館したが、2008年10月9日にロンドン南西のチェルシー地区に新規開館した。
ヤング・ブリティッシュ・アーティスト（Young British Artists、略称YBA）と呼ばれる、1990年代に一躍有名になったイギリスの若手アーティストの作品が充実しており、ジェイク・アンド・ディノス・チャップマンやダミアン・ハースト、トレイシー・エミン、ロン・ミュエク、サラ・ルーカス、リチャード・ウィルソン、ゲイリー・ヒューム、クリス・オフィリ、レイチェル・ホワイトリード、サム・テイラー＝ウッドなどの、刺激的でインパクトのある作品が揃っている。すべてチャールズ・サーチという人物の個人コレクションであり、コレクション数は3000を超えるという。
2010年、サーチは自らのコレクションおよびギャラリーを、政府に寄贈することを発表している。

## 沿革

### 有名作家のコレクションを手放す
アメリカ、ヨーロッパ、中国など世界中で展開する広告代理店サーチ・アンド・サーチ（Saatchi & Saatchi）の創業者で、アート・コレクターでもあるチャールズ・サーチ（1943年、イラク・バグダードのユダヤ人コミュニティ生まれ）が、自身の個人的なコレクションを展示するため、1985年にロンドン北部に開いた個人経営のギャラリーが始まり。当時はアメリカやドイツの戦後美術（ポップアートなど）の有名作家ばかりを中心に高価なコレクションを築いていたが、会社およびサーチ自身の財政難によりほとんどの作品を手放した。

### ヤング・ブリティッシュ・アーティスト
その後サーチは1980年代後半に入りアート収集を再開したが、今度は自国のまだ世に知られていない若い美術家の作品を安値で収集する方針に切り替えた。彼は美術大学の卒業展やオルタナティブ・スペースの展覧会など、評価の定まらない若者の展覧会を精力的に回った。そのころ、1980年代後半に美術大学を出た若者達は、当時沈滞していたロンドンの商業ギャラリーに相手にされず、芸術支援はサッチャー政権に大きく削られたため、美術家で自主運営するオルタナティブ・スペースを廃工場や廃倉庫で次々に立ち上げていた。その中で、『フリーズ』（Freeze）というインスタレーションなどによるグループ展をドックランズの廃倉庫で開いていたダミアン・ハーストらをサーチは見いだし、その作品を買い上げた。
広告業界の大物がまたコレクションを開始したこと、しかも今度は若く反抗的で不愉快な作家ばかりだということで、サーチのコレクションは美術ファンや大衆タブロイド紙から猛攻撃を浴び、2000年代に入っても美術関係者の中にはこれらの作家たちに反感を隠さない人々もいる。その一方、ブリット・ポップなど音楽・文学・ファッション・映画に渡る1990年代前半のイギリスの若者文化の隆盛にともない、イギリス美術も急速に世代交代し若い世代の注目を集めることになる。サーチはこれら、ヤング・ブリティッシュ・アーティスト（YBA)と呼ばれるようになった若い美術作家たちの最大の保護者として、注目され始めたばかりの作家の作品を次々買い上げていった。彼らは後にターナー賞を相次いで受賞し、商業ギャラリーも彼らの作品を扱うようになるなど、サーチ効果は抜群だった。再オープンしたサーチ・ギャラリーはこれら新しく集めたコレクションを常設展示する場所となった。

### センセーション展
1997年9月18日にサーチ・コレクションを中心にした展覧会『センセーション』がロイヤル・アカデミー・オブ・アーツで開催されたが、多くの絶賛と罵倒を同時に浴びる展覧会となった。特に、1960年代のムーアズ殺人事件での悪名高い幼児連続誘拐殺人犯マイラ・ヒンドリーの肖像画は、被害者遺族の抗議を受け、会期中にある観客にペンキで襲撃された。この展覧会は多くのマスメディアで話題となり、3か月で40万人が詰め掛ける大盛況となり、イギリス現代美術がイギリスの人々に身近となり、かつ若い世代から最先端でポップなものとして受けいれられるきっかけになった。その後ニューヨークとベルリンに巡回し大きな反響を得たが、ニューヨーク会場のブルックリン美術館ではルドルフ・ジュリアーニ市長がクリス・オフィリの象の糞を用いて聖母マリアを描いた作品に反発し、美術館への援助を打ち切ると言いだし訴訟合戦となった。こうした展覧会を通じ、YBA作家達の作品も様々な美術館に納まり、反抗児だったYBA作家らも栄えあるイギリス美術界の一員となっていった。サーチは評価の上がったYBA作家らのコレクションを一部手放して多大な収益を得て、それをさらなる作品購入やギャラリーの拡大に使うことにした。

### カウンティ・ホールへの移転

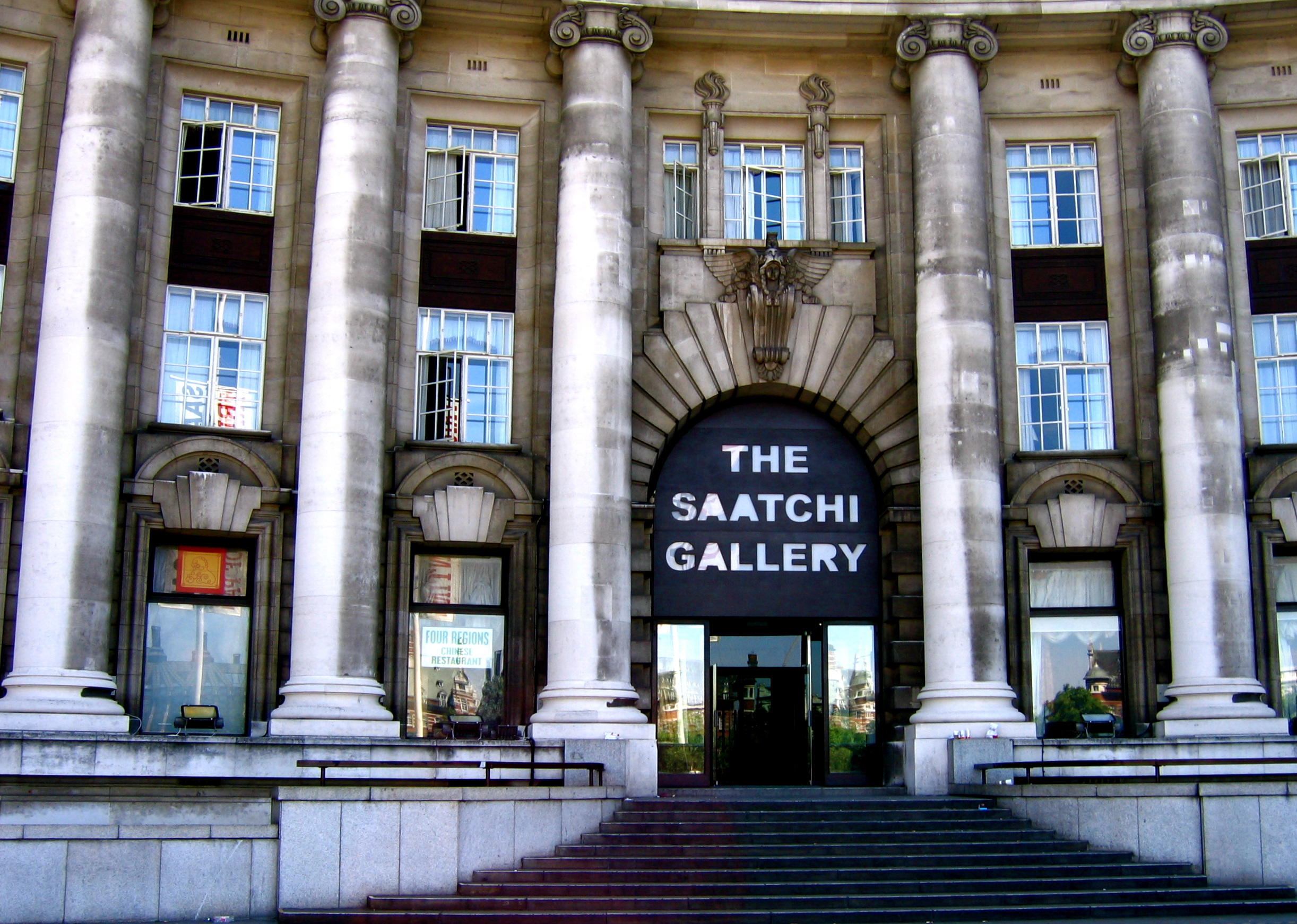
カウンティ・ホールにあったサーチ・ギャラリー（2003年 - 2005年）

2003年、サーチ・ギャラリーはより多くの観光客のいるカウンティ・ホールに移った。近現代美術の展示場としては難しい、旧市庁舎の重厚な空間への設置には賛否両論があったが、YBA作家の主力作品であった巨大インスタレーションなど場所をとる作品が常設展示できるようになった。隣接するロンドン水族館やダリ・ユニバース、ロンドン・アイなどとあいまってより一般の目にコレクションが触れるようになった。

### ヤング・ブリティッシュ・アーティストとの決別
2004年5月にはイギリス最大の美術運送・保管業者モマート社の倉庫火災で多くの美術作品が燃える事件が発生し、サーチ・コレクションも主要な作品を含む100点以上の作品が焼失するという被害にあった。サーチはこの被害に落胆したという。
このころからサーチはコレクションの軸足をイギリス以外のヨーロッパ大陸の若手画家たち（リュック・タイマンスなど）に移し始め、2005年初頭から開かれた『絵画の勝利（'The Triumph of Painting'）』というタイトルの常設展では、YBA作家はほとんど展示されずもっぱら絵画（ペインティング、油絵やアクリル画など）のコレクションが公開された。また、YBAの作家の代表作でサーチ・ギャラリーの目玉だった作品群を一気にオークションに掛け、イギリスからダミアン・ハーストらの代表作がアメリカなどへ流出する事態になった。
またカウンティ・ホールのオーナー（日本企業である白山殖産）との賃料をめぐるトラブルがあり、サウス・バンクを離れてチェルシーのスローン・スクエア付近の使われていない陸軍兵舎跡（ヨーク公邸、Duke of York's Headquarters）に移転することが2005年9月に発表されている。2005年10月にサーチ・ギャラリーは白山殖産との裁判で敗訴しカウンティ・ホールから退出した。サーチ退出後のカウンティー・ホールは複数の劇場をもつ演劇のためのセンターとなる予定になっている。

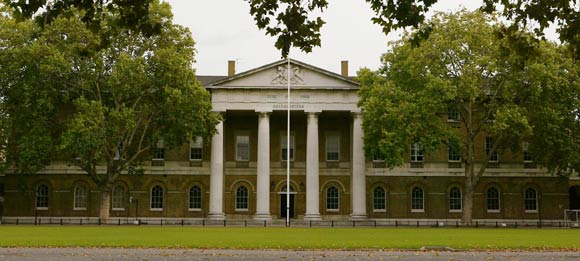
サーチ・ギャラリーが入居するチェルシーのヨーク公邸（旧兵舎建物）

チェルシーでの再オープンは2007年となるはずであったが延び延びとなり、2008年10月に再オープンすることになった。再開第1回目の展覧会は『革命は続く：中国からの新しい芸術』（The Revolution Continues: New Art From China）と題された、ジャン・ホァン（張洹）、ジャン・シャオガン（張暁剛）、リー・ソンソン（李松松）、スン・ユアン＋ペン・ユー（孫原・彭禹）らを中心とした中国現代美術の展覧会であった。

## サーチ・オンライン
再オープンまでの空白期間中の2006年、ギャラリーのウェブサイトは、「Your Gallery」を含むオープンアクセス・セクションを開始し、アーティストは最大20点の作品と略歴を個人ページにアップロードできるようになった。2010年の時点で10万人以上のアーティストがアップロードしており、サイトには1日に推定7300万件のアクセスがある。Your Galleryは後にサーチ・オンラインとしてリブランディングされた。2008年9月、アレクサ・インターネットはサーチ・ギャラリーを世界の主要300ウェブサイトにランクインさせた。2012年3月、アレクサはサーチ・オンラインを30,454位にランク付けした。2007年11月には、プロのアーティストがこのサイトから年間1億ドル以上のアートを直接販売していると推定された。
2008年、サーチ・オンラインは、作品の販売を希望するアーティストからの84,000以上のエントリーをホストする販売室セクションを立ち上げた。オリジナル作品の場合、サーチ・オンラインは最終販売価格の30％をコミッションとして受け取る。プロモーション割引コードが提供された場合は、SOとアーティストが折半する。版画の場合、アーティストは各販売の利益の70％を受け取る権利がある。また、プリント制作にかかる費用はアーティストの負担となります。
2006年10月、サーチ・ギャラリーはガーディアン紙と共同で、10人のサーチ・オンラインアーティストの作品を展示する、史上初の読者監修の展覧会を開催した。また、サーチ・オンライン・ストールで開催される、さまざまなアートフェアで、ユーザーが紹介されることもある。2006年11月、ギャラリーは、スチュアート（英: Stuart）と呼ばれる美術学生専用の新しいセクションを立ち上げた。スチュアート（英: Stuart）はまた、チャンネル4と共同で、4 New Sensationsという毎年恒例のコンペティションを主催している。
サーチ・オンラインのその他のスペースとして、フォーラム、ライブチャット、ブログ、ビデオ、写真、イラストレーションなどがある。また、助成金や資金提供の機会も掲載している。日刊マガジンでは、15分ごとに更新される24時間ニュースをはじめ、ジェリー・サルツやマシュー・コリングスといった美術評論家による記事や批評を掲載。このサイトは最近、アートのオープニング、アーティストのスタジオ、パフォーマンス、インタビューなどをビデオで視聴できるオンライン・テレビ・チャンネルの放送を開始した。
インタラクティブな機能としては、毎週開催される展覧会スポットを獲得するための競技会「Showdown」、アートを制作するための「Online Studio」（毎月、批評家が勝者を選出し、その勝者の名前で500ポンドが子どもたちのための慈善団体に寄付される）、アーティストがお互いの作品にコメントできる「Crits」セクション、グラフィティや壁画、パフォーマンス・アートを紹介する「Street Art」セクションなどがある。
"世界の美術館 "では、3,300以上の美術館を紹介している。メトロポリタン美術館、ニューヨーク近代美術館、テート美術館、ロンドン・ナショナル・ギャラリー、ルーブル美術館、国立エルミタージュ美術館をはじめ、小さな美術館も含まれている。
2008年7月現在、4,300のアートディーラーや商業画廊がこのサイトにプロフィールを掲載している。イェール大学、ハーバード大学、ケンブリッジ大学、オックスフォード大学、地元の美術大学など、2,800以上の大学やカレッジが、入学案内や学生情報をアップロードしている。1,500以上の学校が生徒の作品をアップロードしている。イートン・カレッジから小規模な小学校や高校まで、さまざまな学校が参加している。ポートフォリオ・スクール・アート賞は、5歳から17歳までの生徒が在籍する学校を対象としている。
中国語版では、中国人アーティストが中国語でプロフィールをアップロードし、それを英語に翻訳することができる。中国語のチャットルーム、フォーラム、ブログもある。ロシア語、スペイン語、ポルトガル語版も計画されている。
サーチ・オンラインは2014年8月にデマンド・メディアに売却され、SaatchiArt.comとしてリブランディングされた。Saatchi Art.com は、アーティストが自分の作品のオリジナルやプリントをサイトのユーザーに販売することができるオンラインマーケットプレイスであり、ウェブサイトは取引の詳細を処理し、30％の手数料を取る。